# Saint-Caprais (Allier)
Saint-Caprais é uma comuna francesa na região administrativa de Auvérnia-Ródano-Alpes, no departamento Allier. Estende-se por uma área de 18,67 km². Em 2010 a comuna tinha 96 habitantes (densidade: 5,1 hab./km²).